# 샤로수길
샤로수길(Syarosu-gil)는 대한민국의 서울특별시 관악구 봉천동에 위치한 좁은 도로이다. 주로 야간이나 주말, 공휴일 젊은이들의 유동 인구가 아주 많다. 총 길이는 0.4km이다.

## 교통편
- 서울 지하철 2호선 서울대입구역, 낙성대역

## 같이 보기
- 관악구